# Henri Bidauld
Pour les articles homonymes, voir Bidauld.
Henri Bidauld, né le 20 février 1839 à Sainte-Colombe-des-Bois (Nièvre) et mort le 5 septembre 1898 à Rossillon (Ain), est un peintre et illustrateur français.

## Biographie
Henri Bidauld est le petit-fils du peintre Jean-Pierre-Xavier Bidauld (1745-1813) et le petit-neveu du peintre néo-classique Jean-Joseph-Xavier Bidauld (1758-1846). La tante  d'Henri Bidauld, Rosalie Bidauld dite Zélie (1798-1876) était également artiste peintre.
Après une enfance à Neuville-sur-Ain, il s'installe à Paris où il se perfectionne en peinture auprès de Louis Français et en sculpture, il poursuit sa formation par un séjour de deux ans à Rome, puis revient à Paris. Il s'installe définitivement à Rossillon dans l'Ain après son mariage en 1868 avec Marie Josèphe Desportes. Le peintre lyonnais Adolphe Appian fut son témoin de mariage à Rossillon, où il venait fréquemment visiter Jean Marie Desportes (père de Marie Josèphe, mort en 1865) lequel recevait aussi des peintres comme Louis Français, Charles-François Daubigny ou Auguste Ravier.
Sur la lancée de son beau-père, Henri Bidauld parvient à faire de Rossillon un village de peintres où de nombreux artistes viennent travailler dans les alentours. Une communauté littéraire s'y retrouve également avec des écrivains et des poètes, dont Joséphin Soulary. En 1870, il est élu au Conseil municipal de Rossillon puis en devint le maire en 1884. Il le restera jusqu'à sa mort en 1898.
Henri Bidauld débute au Salon de Lyon de 1864 et y exposera régulièrement jusqu’en 1897. En 1872, il expose au Salon de Paris et est récompensé pour son tableau Le Bois sacré à La Burbanche, acquis par l’État et donné deux ans plus tard au musée municipal de La Roche-sur-Yon. Il exposera à Paris jusqu’en 1893.
Il peint des paysages, dans la Loire puis principalement dans le Bugey (Ain) autour de Rossillon, des scènes de genre témoignant de la vie paysanne de la région, au réalisme aigu influencé par Jean-François Millet et plus tard par son ami Jules Breton. On ne dénombre que très peu de portraits peints par Henri Bidauld, sinon quelques études et des dessins. En 1883, il illustre  l’ouvrage de Charles Guillon, Les Chansons populaires de l’Ain, préfacé par Gabriel Vicaire, en compagnie d'autres artistes comme Charles Beauverie.
Son style traditionnel et paysagiste au départ évoluera timidement vers l'impressionnisme dans les années 1880.
Ses œuvres sont conservées à l'hôtel de Ville de Belley et à celui de Carpentras, à Bourg-en-Bresse au musée de Brou, au musée municipal de La Roche-sur-Yon, au musée départemental du Bugey-Valromey et aux musées de Dijon et Lyon.